# Sokoły (powiat Wysokomazowiecki)
Sokoły is een dorp in het Poolse woiwodschap Podlachië, in het district Wysokomazowiecki. De plaats maakt deel uit van de gemeente Sokoły en telt 1450 inwoners.